# RUAS-160
El RUAS-160 (Rotary-Wing Unmanned Aerial System) es un Helicóptero No Tripulado creado para tareas tanto civiles como militares desarrollado conjuntamente entre las empresas INVAP, Cicaré y Marinelli Technology.

## Operadores

### Futuros
Argentina
- Armada Argentina: 1 ordenado para pruebas.[2]

- Gobierno de Santa Fé: Al menos 3 unidades planeadas para tareas de seguridad.

## Especificaciones

### Características generales
- Tripulación: 0
- Carga: 80 kg
- Longitud: 3,10 m
- Altura: 1,72 m
- Peso máximo al despegue: 160 kg (352,6 lb)
- Planta motriz:   . cada uno.

### Rendimiento
- Velocidad máxima operativa (Vno):  157 km/h
- Velocidad crucero (Vc): 130 km/h
- Alcance: 600 km
- Radio de acción: km
- Alcance en combate: km
- Alcance en ferry: km
- Techo de vuelo: 3000 m (9843 ft)